# Waterfall Bluff
Das Waterfall Bluff (von englisch waterfall ‚Wasserfall‘) ist ein 200 m hohes Felsenkliff an der Danco-Küste des Grahamlands im Norden der Antarktischen Halbinsel. Es liegt auf der Nordseite der Einfahrt zur Porphyry Cove im südwestlichen Teil der Jantar Hills.
Polnische Wissenschaftler benannten es 1999 nach dem großen Wasserfall, der über das Kliff hinabstürzt.